# Třetí plavba Jamese Cooka

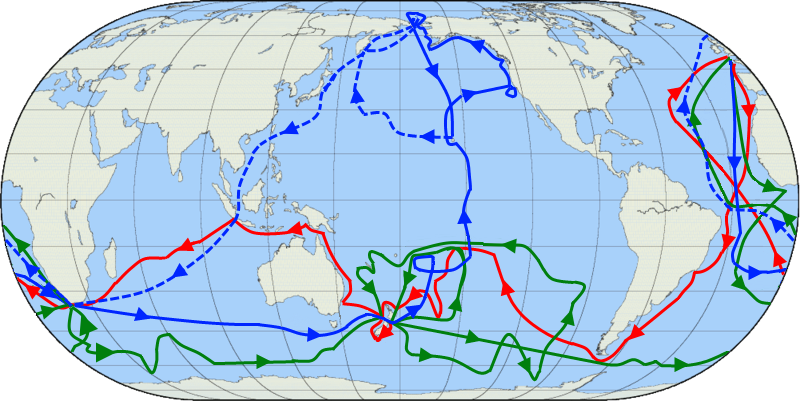
Plavby Jamese Cooka: první-červená, druhá-zelená, třetí-modrá

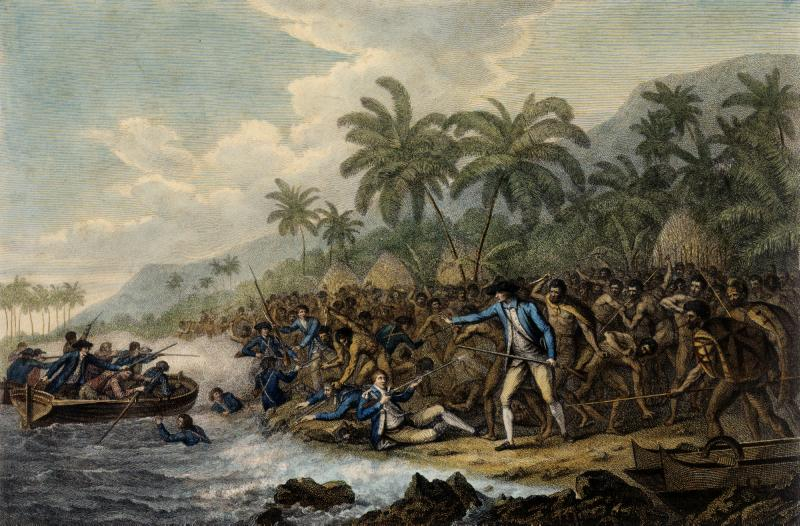
Smrt kapitána Cooka na obraze Johna Webbera z roku 1784

Třetí plavba Jamese Cooka byla námořní průzkumná plavba pod velením kapitána Jamese Cooka do Tichomoří, vykonaná v letech 1776–1779. Oficiálně uveřejněným účelem plavby byl návrat Omaie, mladého domorodce, kterého do Anglie z Tahiti přivezl během druhé plavby komandér Tobias Furneaux. Skutečným a tajným účelem výpravy však bylo nalezení Severozápadního průjezdu. Výpravy se zúčastnily dvě lodě: HMS Resolution, dělová šalupa, které při vyplutí velel J. Cook, a HMS Discovery, které velel Charles Clerke. Po zastávce na Tahiti zamířila výprava do severního Tichomoří. Zde J. Cook objevil souostroví, které pojmenoval Sandwichovy ostrovy (dnes Havajské ostrovy). Poté výprava doplula k břehům Severní Ameriky, kde Cook marně hledal Severozápadní průjezd. Po ukončení hledání průjezdu se výprava vrátila na Havajské ostrovy, kde se 14. února 1779 v zátoce Kealakekua dostal James Cook do konfliktu s domorodci a při pokusu zajmout jejich náčelníka byl v následné šarvátce s nimi zabit. Velení výpravy po Cookově smrti převzal Charles Clerke, avšak ten během plavby na Kamčatku v srpnu 1779 zemřel na tuberkulózu. Po Clerkově smrti převzal velení výpravy John Gore a s ním se výprava také vrátila do Anglie.